# Melissa Molinaro
Melissa Molinaro (Toronto, 4 giugno 1982) è un'attrice e cantante canadese.
Spesso accreditata come Melissa S. o Melissa Smith, è meglio nota per le sue apparizioni in sitcom come How I Met Your Mother e reality show come Pussycat Dolls Present: The Search for the Next Doll e Making the Band. Da attrice cinematografica ha recitato al fianco di Dolph Lundgren nel film d'azione Command Performance (2009) e nella commedia musicale Honey 2.

## Filmografia parziale

### Cinema
- High Crimes - Crimini di stato (High Crimes), regia di Carl Franklin (2002)
- Command Performance, regia di Dolph Lundgren (2009)
- Honey 2, regia di Bille Woodruff (2010)
- The Last Stand - L'ultima sfida (The Last Stand), regia di Kim Ji-Woon (2013)

### Televisione
- I Finnerty (Grounded for Life) – serie TV, 1 episodio (2003)
- Febbre d'amore (The Young and the Restless) – serie TV, 3 episodi (2004)
- Pussycat Dolls Present: The Search for the Next Doll – serie TV, 8 episodi (2007)
- How I Met Your Mother – serie TV, 1 episodio (2010)

## Discografia

### Raccolte
- 2012 - The Love/Dance Project (2012)

### Compilation
- 2008 - Soul By The Pound (traccia Lost In Love)

### Singoli
- 2008 - I Believed
- 2011 - Lost In Love
- 2012 - Dance Floor
- 2012 - Shake The World

### Altre canzoni
- So Hot
- Maybe
- Exposed
- Not That Simple
- Pills
- Farenheit